# Cololejeunea
Cololejeunea là một chi rêu trong họ Lejeuneaceae.